# Boljovitinov DB-A
El Boljovítinov DB-A fue un proyecto de bombardero pesado para las Fuerzas Aéreas soviéticas y uno de los primeros en aquel país en tener el fuselaje construido en estructura monocasco.

## Historia y diseño
Víktor Boljovítinov, profesor de diseño aeronáutico en la Academia Militar del Aire Zhukovski a finales de los años treinta, fue el responsable del proyecto Boljovítinov DB-A (Dalniy Bombardiróvschik-Akademia), al frente de un amplio equipo de diseño. Se trataba de un proyecto para un bombardero pesado cuatrimotor, producido bajo las mismas especificaciones que dieron como resultado el celebrado ANT-42 , que fue fabricado en serie como TB-7.
El DB-A fue uno de los primeros aviones soviéticos caracterizados por un fuselaje de estructura monocasco con revestimiento resistente, aunque en otros aspectos, el modelo no era muy avanzado; se trataba de un monoplano de ala media de construcción metálica, con los estabilizadores bajos, acomodo ampliamente acristalado para una tripulación de ocho personas, propulsión mediante cuatro motores lineales limpiamente carenados, y una disposición del tren de aterrizaje semi retráctil, de modo que las ruedas principales se alojaban en el interior de unos inmensos "pantalones" dispuestos bajo el par de motores más interiores.
El primer prototipo realizó su primer vuelo en el verano de 1936, estableciendo cuatro impresionantes récords mundiales a lo largo de los siguientes meses: trepada con una carga útil de 10 000 kg hasta los 7.032 m; trepada con una carga útil de 13 000 kg hasta los 4.535 m; y una distancia de 2.002.6 km cubierta a una velocidad media de 280 km/h con una carga útil de 5.000 kg.
El segundo prototipo (DB-2A), con motores Mikulin AM-34 RNV, 11 tripulantes y un peso máximo en despegue de 24.000 kg, podía alcanzar los 340 km/h a 6.000 m. Las pruebas resultaron satisfactorias, y en 1937-38 se entregó una corta serie (cinco unidades de las 12 en fabricación) de DB-A provistos de los motores sobrealimentados de alta potencia AM-34FRN-T capaces de desarrollar 1.200 hp a 1.850 rpm; pero luego se abandonó cualquier posterior desarrollo en favor del ANT-42.

## Especificaciones técnicas

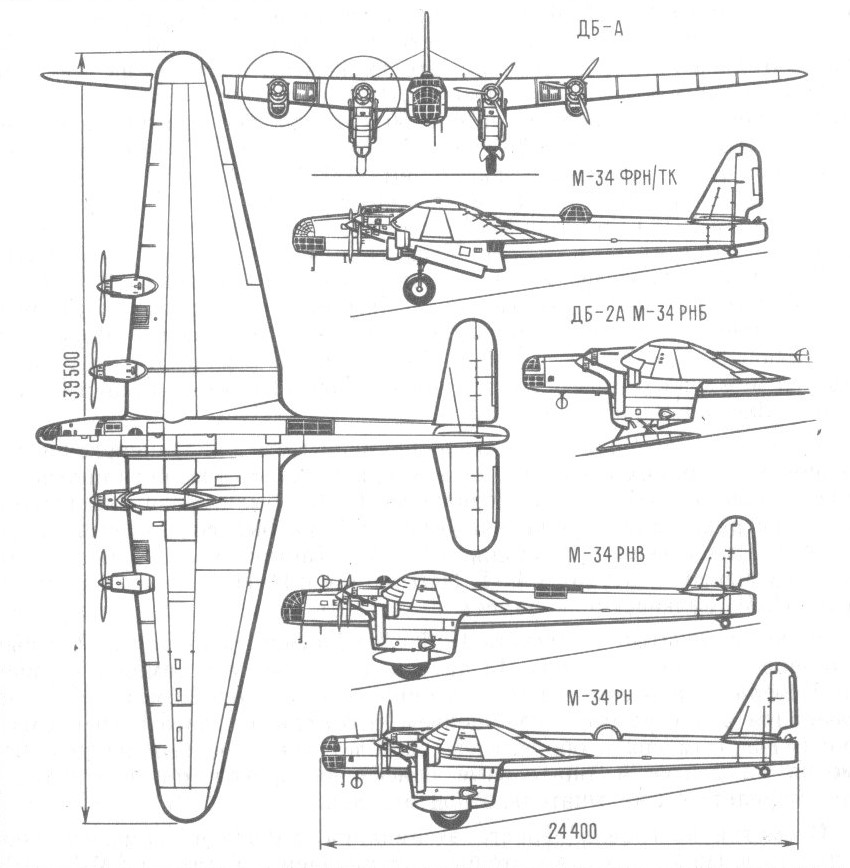
Dibujos del DB-A

- Tipo: prototipo de bombardero pesado de ocho plazas
- Planta motriz: cuatro motores lineales M-34RN de 970 cv

Prestaciones
- velocidad máxima: 330 km/h a 4.000 m
- velocidad de crucero: 290 km/h a 4.000 m
- techo de vuelo: 7.220 m
- autonomía: 2.000 km

Pesos
- vacío: 15.400 kg
- máximo en despegue: 21.900 kg

Dimensiones
- envergadura: 39,50 m
- longitud: 24,40 m
- superficie alar: 230 m²

Armamento (propuesto)
- un cañón ShVAK de 20 mm
- cuatro ametralladoras ShKAS de 7,62 mm
- una carga de hasta 3.000 kg de bombas